# Levroux (commune déléguée)
Levroux est une ancienne commune française située dans le département de l'Indre, en région Centre-Val de Loire.
Le 1er janvier 2016, elle devient une commune déléguée à l'issue de la fusion avec sa voisine Saint-Martin-de-Lamps, au sein de la commune nouvelle de Levroux.

## Géographie

### Localisation
La commune est située dans le nord du département, dans la région naturelle de la Champagne berrichonne.
Les communes limitrophes et chefs-lieux sont : Moulins-sur-Céphons (6 km), Bretagne (6 km), Francillon (6 km), Bouges-le-Château (8 km), Villegongis (8 km), Brion (9 km), Vineuil (9 km), Châteauroux (20 km), Issoudun (29 km), La Châtre (52 km) et Le Blanc (57 km).

### Hameaux et lieux-dits
Les hameaux et lieux-dits de la commune sont : la Boutelaie, les Boiseries, la Maison Blanche, la Gaité, le Méez et Bellevue.

### Géologie et relief
La commune est classée en zone de sismicité 2, correspondant à une sismicité faible.

### Hydrographie
- sources des rivières Céphons et Trégonce.

### Climat
Le mercredi 21 mai 2014 vers 19 h, une tornade a provoqué de gros dégâts (toiture arrachées, vitres brisées, arbres emportés) dans la commune.

### Voies de communication et transports
La gare ferroviaire la plus proche est la gare de Châteauroux à 20 km.
La commune est desservie par les lignes A et S du réseau L'Aile Bleue.
L'aéroport le plus proche est l'aéroport de Châteauroux-Centre à 18 km.
Le territoire communal est traversé par le sentier de grande randonnée de pays de Valençay.

### Réseau électrique
La commune possède un poste source sur son territoire.

## Urbanisme

### Logement
Le tableau ci-dessous présente le détail du secteur des logements de la commune :
| Date du relevé                                              | 2013   |
| Nombre total de logements                                   | 1 609  |
| Résidences principales                                      | 80,8 % |
| Résidences secondaires                                      | 5,1 %  |
| Logements vacants                                           | 14,1 % |
| Part des ménages propriétaires de leur résidence principale | 68,2 % |

## Toponymie
Pour suivre un décret de la Convention (An II), la commune avait changé de nom pour La Fontaine. Au cours de la Révolution française, elle porta le nom de Richelaine.
Ses habitants sont appelés les Levrousains.

## Histoire

### Antiquité
Deux sites témoignent de l'occupation humaine aux époques celtique et gallo-romaine : la colline des Tours, oppidum celtique circulaire du Ier siècle av. J.-C., situé au nord de la ville, et le quartier des Arènes, au sud, où l'on a retrouvé les traces d'ateliers métallurgiques du IIe siècle av. J.-C. et d' un théâtre gallo-romain.

### Moyen Âge
Levroux succède à une agglomération gallo-romaine. Deux châteaux y sont construits : le premier au Xe siècle au milieu du bourg ; le second est mieux placé sur une colline ; avec les étangs et des fossés, il complète le dispositif défensif qui protège collégiale, granges, fours, pressoirs. Le mur d’enceinte du bourg, symbole de ses privilèges communaux, ne faisait cependant que 60 cm d’épaisseur et 2 m de haut.

#### Familles seigneuriales[15]
Comme Brion et Bouges, Levroux relève au départ des princes de Déols, fondateurs et seigneurs de Châteauroux, connus depuis le Xe siècle puis fondus dans les Chauvigny. André (II) de Chauvigny, fils cadet d'André Ier et Denise de Déols, reçoit Levroux de son frère aîné Guillaume Ier de Châteauroux en 1218. Sa descendante Blanche de Chauvigny, fille de Philippe Ier de Chauvigny-Levroux, apporte Levroux à son mari Guy II Le Bouteiller de Senlis seigneur d'Ermenonville (branche cadette issue de Raoul Ier sire de Luzarches et d'Ermenonville, frère cadet des sires de Chantilly Guy V et Guillaume II Le Bouteiller de Senlis dans la première moitié du XIIIe siècle), et à leur fils Guy III de Senlis d'Ermenonville. La fille de Guy III, Blanche de Senlis, dame de Levroux, épouse en deuxièmes noces Imbaud du Peschin (famille bourbonnaise). Leur fils Louis du Peschin, sire de Levroux, épouse Iseult de Sully-Beaujeu, aussi descendante des Chauvigny-Châteauroux puisqu'elle était l'arrière-petite-fille de Guillaume III, seigneur de Châteauroux.
Jacquette du Peschin, dame de Levroux, fille de Louis et d'Iseult de Sully, épouse Bertrand V de La Tour- Bertrand Ier comme comte d'Auvergne et de Boulogne,, et leur arrière-petite-fille, la comtesse d'Auvergne Madeleine, épouse Laurent II de Médicis duc d'Urbino : ils sont les parents de la reine Catherine de Médicis, comtesse d'Auvergne et dame de Levroux. Catherine cède en 1581 sa baronnie de Levroux à Alphonsine Strozzi dame de Bressuire, petite-fille de son cousin germain le maréchal Piero Strozzi et femme de Scipione Fieschi (Scipion de Fiesque). Leur fils François de Fiesque (1586-1621) se marie avec Anne Le Veneur de Tillières, dame de Brion (lointaine descendante des Déols-Châteauroux, dont elle tenait Brion) ; leur fils Charles-Léon de Fiesque n'a lui-même qu'un fils, Jean-Louis-Marie de Fiesque, mort sans postérité en 1708. Levroux passe alors à son cousin germain Alexandre-Charles de Bréauté (fils de Pierre de Bréauté et Marie de Fiesque, sœur de Charles-Léon), déjà seigneur de Brion, lui-même sans postérité.
Levroux et Brion échoient alors à un petit-cousin d'Alexandre-Charles de Bréauté, Antoine-François marquis de Longaunay, né en 1664, gouverneur de Carentan, sans parenté avec les Déols-Châteauroux (il était le petit-fils de Suzanne de Bréauté, la sœur de Pierre de Bréauté et la belle-sœur de Marie de Fiesque). Les Longaunay de Dampierre gardent Brion et Levroux au long du XVIIIe siècle.

### De la fin du Moyen Âge à la Révolution
La ville de Levroux est touchée par la crise démographique de l’élection d’Issoudun au début du XVIIIe siècle, puisqu’elle passe de 421 feux en 1709 à 397 en 1726. L’hiver de 1709-1710 notamment cause de nombreuses pertes, ainsi que la grande canicule de 1719 (qui tua beaucoup par dysenterie).

### XIXeetXXesiècles
Levroux a été longtemps, avec Graulhet, l'un des centres français de la pelleterie, particulièrement du parchemin ; depuis le début du XXe siècle la production n'a cependant jamais cessé de décroître et le dernier artisan parcheminier a cessé son activité en 2004. La production est désormais exclusivement industrielle.
En 1861, la commune de Saint-Phallier lui est rattachée.

## Politique et administration

### Liste des maires
| Période                                  | Période          | Identité                            | Étiquette   | Qualité |
| ---------------------------------------- | ---------------- | ----------------------------------- | ----------- | --- |
| Les données manquantes sont à compléter. |                  |                                     |             | |
| 1888                                     | 1898             | Jean-Baptiste Guérineau (1837-1898) | Républicain | Médecin Conseiller général de Levroux (1892 → 1898) Décédé en fonction                                                                               |
| 1898                                     | 1900             | Louis Julien Cullère                | Républicain | Médecin Conseiller général de Levroux (1898 → 1900) Décédé en fonction                                                                               |
| Les données manquantes sont à compléter. |                  |                                     |             | |
| septembre 1944                           |                  | Louis Gauvin (1891-1963)            | Rad.        | Horloger-bijoutier et orfèvre, résistant Juste parmi les nations Conseiller général de Levroux (1945 → 1951) Président du Comité local de Libération |
|                                          |                  | Marcel Bouillon (1892-1967)         | DVD         | Notaire Conseiller général de Levroux (1951 → 1964)                                                                                                  |
| mars 1977                                | mars 1989        | Guy Besse                           | Rad.        | Artisan taxi Sénateur de l'Indre (1982 → 1989) Conseiller régional du Centre (1982 → 1986)                                                           |
| Les données manquantes sont à compléter. |                  |                                     |             | |
| juin 1995                                | mars 2001        | Philippe Bodin                      |             | Président de la CC de la Région de Levroux (1996 → 2008)                                                                                             |
| mars 2001                                | 31 décembre 2015 | Alain Fried,                        | UDI         | Chirurgien dentiste retraité Président de la CC de la Région de Levroux (2008 → 2009)                                                                |

| Période          | Période        | Identité      | Étiquette | Qualité                      |
| ---------------- | -------------- | ------------- | --------- | ---------------------------- |
| 1er janvier 2016 | 3 juillet 2020 | Alain Fried   | UDI       | Chirurgien dentiste retraité |
| 3 juillet 2020   | En cours       | David Sainson |           | Agriculteur et entrepreneur  |

### Instances judiciaires et administratives
La commune dispose des services suivants :
- un trésor public[27] ;
- un bureau de poste[28] ;
- un office de tourisme[29] ;
- une police municipale ;
- une gendarmerie[30] ;
- un centre de secours ;
- un centre d'entretien et d'exploitation des routes du conseil départemental de l'Indre[31].

## Population et société

### Démographie
L'évolution du nombre d'habitants est connue à travers les recensements de la population effectués dans la commune depuis 1793. Pour les communes de moins de 10 000 habitants, une enquête de recensement portant sur toute la population est réalisée tous les cinq ans, les populations de référence des années intermédiaires étant quant à elles estimées par interpolation ou extrapolation. Pour la commune, le premier recensement exhaustif entrant dans le cadre du nouveau dispositif a été réalisé en 2006.

En 2016, la commune comptait 2 752 habitants, en évolution de −2,89 % par rapport à 2010 (Indre : −3 %, France hors Mayotte : +2,11 %).
| 1793  | 1800  | 1806  | 1821  | 1831  | 1836  | 1841  | 1846  | 1851  |
| ----- | ----- | ----- | ----- | ----- | ----- | ----- | ----- | ----- |
| 2 800 | 2 620 | 2 719 | 2 975 | 3 058 | 3 161 | 3 166 | 3 385 | 3 576 |

| 1856  | 1861  | 1866  | 1872  | 1876  | 1881  | 1886  | 1891  | 1896  |
| ----- | ----- | ----- | ----- | ----- | ----- | ----- | ----- | ----- |
| 3 529 | 3 867 | 4 014 | 4 138 | 4 277 | 4 086 | 4 137 | 4 203 | 4 077 |

| 1901  | 1906  | 1911  | 1921  | 1926  | 1931  | 1936  | 1946  | 1954  |
| ----- | ----- | ----- | ----- | ----- | ----- | ----- | ----- | ----- |
| 4 093 | 4 196 | 4 032 | 3 465 | 3 410 | 3 337 | 3 254 | 3 268 | 3 312 |

| 1962  | 1968  | 1975  | 1982  | 1990  | 1999  | 2006  | 2011  | 2016  |
| ----- | ----- | ----- | ----- | ----- | ----- | ----- | ----- | ----- |
| 3 229 | 3 136 | 3 133 | 3 124 | 3 045 | 2 914 | 2 839 | 2 835 | 2 752 |

### Enseignement
La commune possède comme lieux d'enseignements : une école maternelle publique (Joseph Pêcherat), une école primaire privée (Clairefontaine), une école élémentaire publique (Joseph Pêcherat) et un collège public (Condorcet). Les lycées publics de secteur se trouvent à Châteauroux (lycée général Jean Giraudoux et lycée polyvalent Blaise Pascal).

### Équipement culturel
- Musée du cuir et du parchemin : il retrace les différentes étapes de la production (sélection des peaux de chèvre, chevreau, agneau, qui sont ensuite plongées dans un bain de chaux et séchées à l'intérieur d'un cercle de bois) et expose des maquettes mettant en scène le parcheminier.

### Santé
La commune possède un hôpital local.

### Sports
- Tennis Association Levrousaine
- Football Club Levrousain

### Médias
La commune est couverte par les médias suivants : La Nouvelle République du Centre-Ouest, Le Berry républicain, L'Écho - La Marseillaise, La Bouinotte, Le Petit Berrichon, France 3 Centre-Val de Loire, Berry Issoudun Première, Vibration, Forum, France Bleu Berry et RCF en Berry.

### Cultes
Culte catholique
La commune de Levroux dépend de l'archidiocèse de Bourges, du doyenné du Boischaut Nord et de la paroisse de Levroux. Le lieu de culte est la collégiale Saint-Sylvain.

## Économie
Le premier employeur de la commune est l'hôpital public.
La commune se trouve dans l'aire géographique et dans la zone de production du lait, de fabrication et d'affinage du fromage Valençay.
La culture de la lentille verte du Berry est présente dans la commune.
L'activité de traitement des cuirs (mégisserie) d'implantation ancienne à Levroux a encore une certaine importance. Deux PME, Bodin-Joyeux (fondée en 1860, et rachetée en décembre 2013 par Chanel) et Rousseau, emploient une centaine de personnes (deuxième secteur économique de la commune par le nombre d'emplois). Les cuirs sont destinés à la maroquinerie, l'industrie de l'habillement, la ganterie et les chaussures et sont exportés à 60 %.
Levroux, qui a donné son nom à des fromages réputés, garde du Moyen Âge une industrie originale, la fabrication du parchemin.

## Culture locale et patrimoine

### Monuments et lieux touristiques
- Collégiale Saint-Sylvain (XIIIe siècle) : on peut admirer le (probablement) plus ancien buffet d'orgue de France, abritant un instrument moderne mais d'esthétique et de composition XVIIe siècle de Jean-Loup Boisseau,  Classée MH (1840, classement par liste de 1840)[43],[44].
- Monument aux morts[45] (1922) : il représente un « poilu » désarmé, la tête en appui sur sa paume et le regard tourné vers le sol, dans une attitude qui exprime toute une gamme de sentiments empreints de gravité. Le sculpteur Ernest Nivet, originaire de Levroux, s'est inspiré très visiblement pour cette œuvre du « Penseur » de Rodin.
- Porte de Champagne : datant de 1435-1506, elle est proche de la collégiale Saint-Sylvain et les superbes ruines des tours de Levroux qui se dressent au-dessus de la ville depuis le Moyen Âge rappellent avec majesté l'empreinte féodale de la ville,  Classée MH (1944, Porte de Champagne)[46].
- Berger couché : datant de 1930, le sculpteur Ernest Nivet (1871-1948) élève de Rodin, version monumentale en pierre de son berger couché sur le ventre de 1906, offert à la ville de Levroux par maître Bouillon et transféré sur la place de l'Hôtel-de-Ville en 1994,  Inscrite MH (2017, La statue « Le berger allongé » dite aussi « Le berger couché sur le ventre », avec son socle)[47].
- Tours : vestige de l'ancien château,  Inscrite MH (1927, Château (vestiges))[48].
- Maison de bois : maison en colombage datant du XVe siècle,  Inscrite MH (1922, Maison de bois à l'angle de la place et de la rue)[49].

Les pèlerins avaient autrefois l'habitude d'y faire une halte.
- Fontaine Sainte-Rodène.

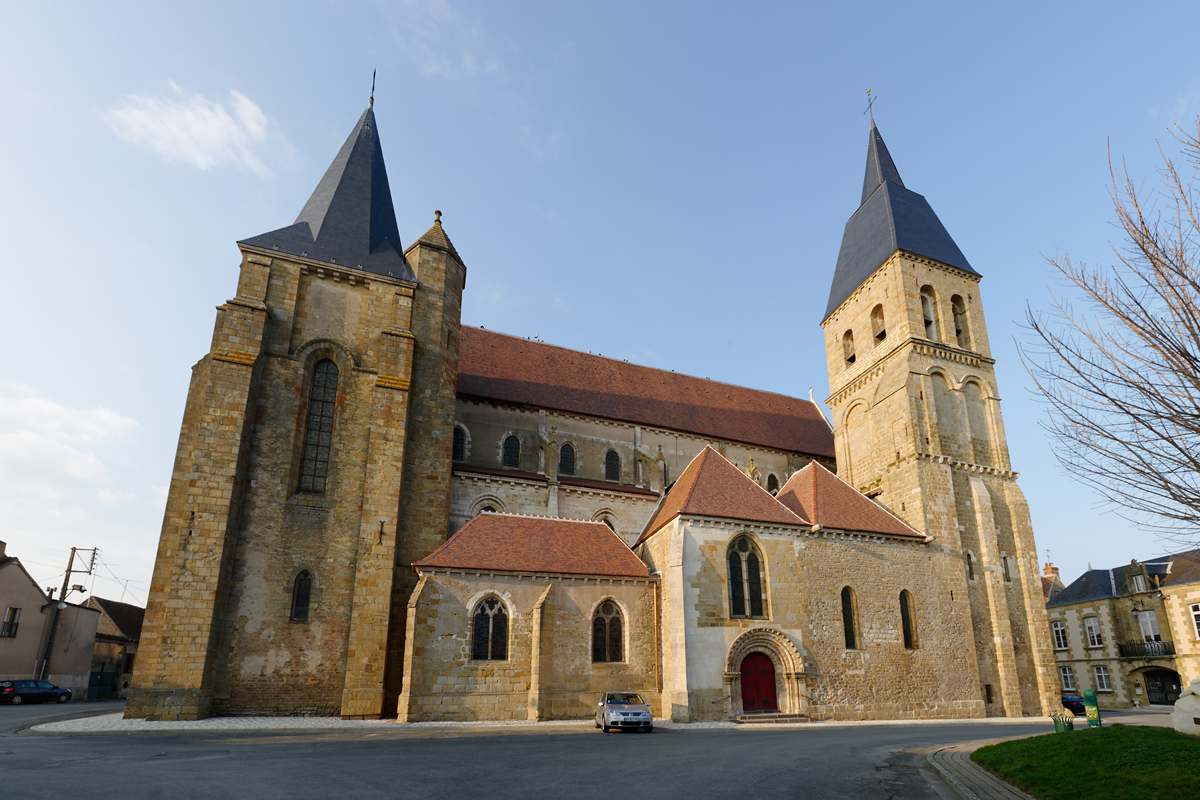
La collégiale Saint-Sylvain en 2012.
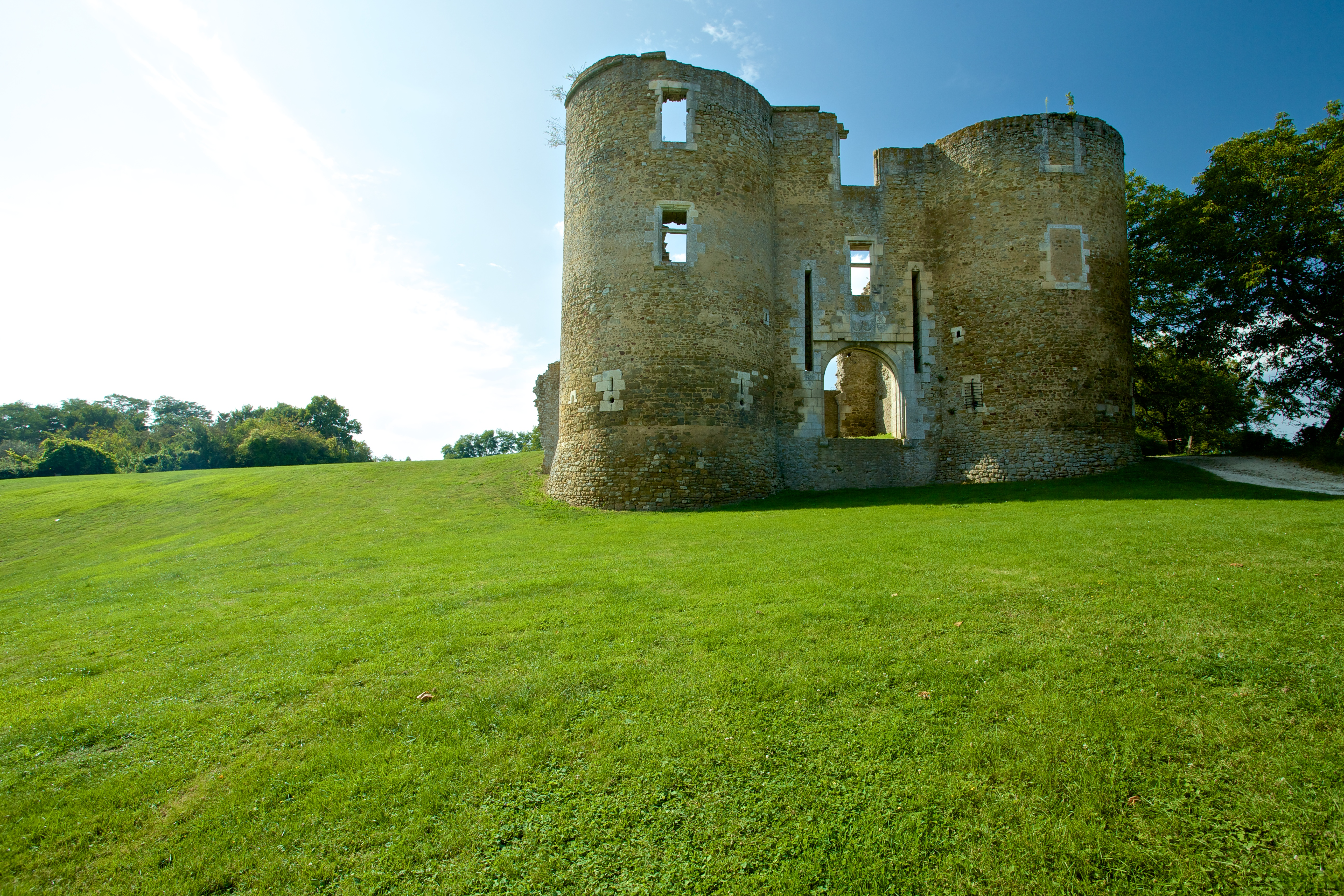
Les tours de l'ancien château de Levroux en 2014.
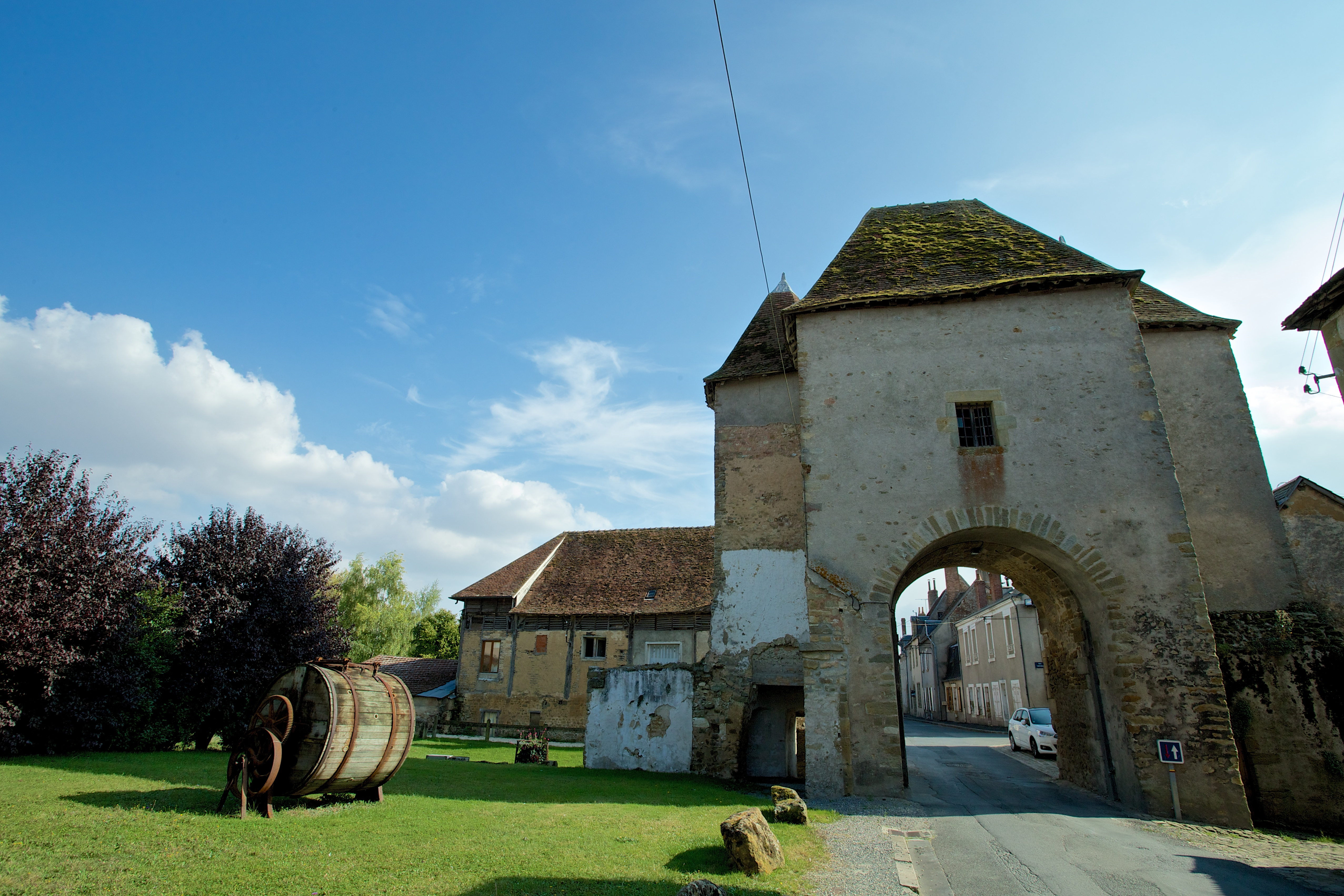
La porte de Champagne en 2014.

### Labels et distinctions
Levroux a obtenu au concours des villes et villages fleuris une fleur en 2013, 2014, 2015 et 2016.

### Personnalités liées à la commune
- Sylvain Guérineau(1756-1818), homme politique français, né à Levroux.
- Bias Parent (1754-1802), révolutionnaire, chanoine à Levroux dans les années 1770.
- Émile Ferré (1861-1944), journaliste, rédacteur et directeur de journaux, né à Levroux.
- Ernest Nivet (1871-1948), sculpteur, né à Levroux.
- Fernand Michaud (1929-2012), photographe, né à Levroux.
- Christine Boutin (1944-), femme politique française, née à Levroux.

### Héraldique, logotype et devise
| Blason de Levroux | Blason  | De gueules à la tour, flanquée de deux échauguettes, avec ses avant-murs mouvant des flancs, le tout d'argent ajouré hormis les avant-murs et maçonné de sable, les avant-murs ouverts du champ ; au chef cousu d'azur chargé de trois fleurs de lys d'or. |
| Blason de Levroux | Détails | Le statut officiel du blason reste à déterminer. |